# Adesmia kieslingii
Adesmia kieslingii är en ärtväxtart som beskrevs av Ulibarri. Adesmia kieslingii ingår i släktet Adesmia och familjen ärtväxter. Inga underarter finns listade i Catalogue of Life.